# هرناندية كوبية
هرناندية كوبية (الاسم العلمي:Hernandia cubensis) هي نوع غير مؤكد من النباتات تتبع جنس الهرناندية من فصيلة الهرنانديات.